# 折瓣珍珠菜
折瓣珍珠菜（学名：Lysimachia reflexiloba）是报春花科珍珠菜属的植物，是中国特有的植物。分布在中国大陆的四川等地，生长于海拔1,700米至2,200米的地区，常生长在山坡草地，目前尚未由人工引种栽培。